# Deficiència vitamínica
L'avitaminosi, dèficit vitamínic o hipovitaminosi es una deficiència en la quantitat de vitamines que l'organisme requereix normalment. Això determina errors en l'activitat metabòlica, ja que les vitamines són cofactors (coenzims) que ajuden als enzims en els seus processos catalítics.

## Etiologia
El dèficit vitamínic pot ser degut a falta d'ingesta, mala absorció intestinal, mala utilització metabòlica o augment de demandes. Només unes poques, liposolubles, poden provocar patologia per excés (hipervitaminosi) 
La manca d'ingesta s'origina per manca de recursos (fam del Tercer Món, poca ingesta proteica per pobresa), dietes inadequades (aprimament incontrolat, vegetarianisme mal plantejat, capricis i errors alimentaris psicològics o psiquiàtrics, anorèxia nerviosa) o manca d'aliments frescos (escorbut dels navegants).
La mala absorció pot ser localitzada (com passa en els casos en què hi ha un dèficit selectiu a l'ili terminal) o generalitzada (com en la colitis ulcerosa, la malaltia de Crohn, l'alcoholisme, la malabsorció de la gent gran, la gastritis crònica i les neoplàsies intestinals). La mala utilització metabòlica sol ser degut a efectes secundaris de fàrmacs (habitualment els antineoplàstics antifólics). L'augment de demanda és típic durant la gestació, la lactància i la pubertat.

## Tipus
- Heteroftàlmia. Deficiència de vitamina A (retinol): ceguesa nocturna, sequedat als ulls (membrana conjuntiva) i en la pell i afeccions diverses de les mucoses. En canvi, l'excés d'aquesta vitamina produeix trastorns, com alteracions òssies, o fins i tot inflamacions i hemorràgies en diversos teixits.[3]
- Raquitisme. Dèficit de vitamina D (calciferol): descalcificació i deformació dels ossos (osteoporosi), càries dentals greus.[4]
- Vitamina E (tocoferol): pot ocasionar anèmia hemolítica (destrucció dels glòbuls vermells de la sang), degeneració muscular i trastorns en la reproducció.
- Vitamina K (antihemorràgica): poden produir hemorràgies nasals, en l'aparell digestiu o el genito-urinari.[5]
- Escorbut. Deficiència de vitamina C (àcid ascòrbic): Resequetat i formació de forquilla en els cabells, gingivitis (inflamació de les genives), genives sagnants, pell aspra, resseca i descamativa, disminució de la taxa de cicatrització de ferides, tendència a la formació d'hematomes, sagnats nasals, debilitament de l'esmalt de les dents, dolor i inflamació de les articulacions, anèmia, disminució de la capacitat per a combatre infeccions, possible augment de pes a causa del metabolisme lent.
- Beri-beri. Deficiència de vitamina B1 (tiamina): fatiga, alteracions nervioses en general. Si el dèficit és sever pot aparèixer la síndrome de Korsakoff, caracteritzat per la pèrdua de memòria i confusió o l'encefalopatia de Wernicke, trastorns oculars, confusió.
- Vitamina B2 (riboflavina): La manca de vitamina B2 en la dieta provoca trastorns oculars com fotofòbia (dolor ocular produït per la llum) i llagrimeig, així com alteracions bucals, entre les quals hi ha l'aparició de fissures a la boca i l'enrogiment dels llavis.
- Pel·lagra. Deficiència de vitamina B3 (cianina o àcid nicotínic): produeix dermatosi, inflamació de la pell, alteracions en l'aparell digestiu, diarrea, deteriorament del sistema nerviós: demència.
- Vitamina B6 (piridoxina): El dèficit important provoca irritabilitat, debilitat, marejos, depressió, neuropatia perifèrica i espasmes, alteracions del creixement, acrodínia i anèmia.
- Anèmia perniciosa: per deficiència de vitamina B12 (cianocobalamina).

## Tractament
El tractament es basa en la identificació de la vitamina o vitamines deficitàries, per després procedir a la seva reposició mitjançant suplements vitamínics i rarament, en síndromes de mala absorció, mitjançant càrregues injectables.